# La Neuville-sur-Ressons
La Neuville-sur-Ressons és un municipi francès, situat al departament de l'Oise i a la regió dels Alts de França. L'any 2007 tenia 220 habitants.

## Demografia

### Població
El 2007 la població de fet de La Neuville-sur-Ressons era de 220 persones. Hi havia 74 famílies de les quals 12 eren unipersonals (4 homes vivint sols i 8 dones vivint soles), 23 parelles sense fills, 31 parelles amb fills i 8 famílies monoparentals amb fills.
La població ha evolucionat segons el següent gràfic:
Habitants censats

### Habitatges
El 2007 hi havia 88 habitatges, 84 eren l'habitatge principal de la família, 1 era una segona residència i 3 estaven desocupats. 75 eren cases i 11 eren apartaments. Dels 84 habitatges principals, 71 estaven ocupats pels seus propietaris, 11 estaven llogats i ocupats pels llogaters i 2 estaven cedits a títol gratuït; 1 tenia una cambra, 6 en tenien dues, 18 en tenien tres, 16 en tenien quatre i 44 en tenien cinc o més. 67 habitatges disposaven pel capbaix d'una plaça de pàrquing. A 31 habitatges hi havia un automòbil i a 49 n'hi havia dos o més.

### Piràmide de població
La piràmide de població per edats i sexe el 2009 era:
| Homes | Edats   | Dones |
| ----- | ------- | ----- |
| 0     | 95 o +  | 0     |
| 0     | 90 a 94 | 0     |
| 0     | 85 a 89 | 0     |
| 0     | 80 a 84 | 0     |
| 0     | 75 a 79 | 0     |
| 0     | 70 a 74 | 0     |
| 8     | 65 a 69 | 4     |
| 4     | 60 a 64 | 0     |
| 0     | 55 a 59 | 4     |
| 8     | 50 a 54 | 4     |
| 16    | 45 a 49 | 4     |
| 0     | 40 a 44 | 0     |
| 4     | 35 a 39 | 8     |
| 4     | 30 a 34 | 4     |
| 16    | 25 a 29 | 12    |
| 4     | 20 a 24 | 8     |
| 12    | 15 a 19 | 4     |
| 4     | 10 a 14 | 4     |
| 4     | 5 a 9   | 0     |
| 12    | 0 a 4   | 4     |

## Economia
El 2007 la població en edat de treballar era de 161 persones, 123 eren actives i 38 eren inactives. De les 123 persones actives 113 estaven ocupades (59 homes i 54 dones) i 11 estaven aturades (8 homes i 3 dones). De les 38 persones inactives 18 estaven jubilades, 8 estaven estudiant i 12 estaven classificades com a «altres inactius».

### Ingressos
El 2009 a La Neuville-sur-Ressons hi havia 84 unitats fiscals que integraven 224 persones, la mediana anual d'ingressos fiscals per persona era de 20.572 €.

### Activitats econòmiques
Dels 5 establiments que hi havia el 2007, 4 eren d'empreses de comerç i reparació d'automòbils i 1 d'una empresa classificada com a «altres activitats de serveis».
L'únic servei als particulars que hi havia el 2009 era una perruqueria.
Els 2 establiments comercials que hi havia el 2009 eren supermercats.

## Poblacions més properes
El següent diagrama mostra les poblacions més properes.